# Olympische Sommerspiele 1928/Teilnehmer (Jugoslawien)
| Gelbes Symbol für Goldmedaillen mit stilisierten Olympischen Ringen | Graues Symbol für Silbermedaillen mit stilisierten Olympischen Ringen | Braundes Symbol für Bronzemedaillen mit stilisierten Olympischen Ringen |
| ------------------------------------------------------------------- | --------------------------------------------------------------------- | ----------------------------------------------------------------------- |
| 1                                                                   | 1                                                                     | 3                                                                       |

Das Königreich Jugoslawien nahm an den Olympischen Sommerspielen 1928 in Amsterdam, Niederlande, mit einer Delegation von 34 Sportlern (allesamt Männer) teil.

## Medaillengewinner

### Gold
| Name(n)      | Sportart | Wettkampf |
| ------------ | -------- | --------- |
| Leon Štukelj | Turnen   | Ringe     |

### Silber
| Name(n)       | Sportart | Wettkampf |
| ------------- | -------- | --------- |
| Jože Primožič | Turnen   | Barren    |

### Bronze
| Name(n) | Sportart | Wettkampf            |
| --- | -------- | -------------------- |
| Leon Štukelj | Turnen   | Einzelmehrkampf      |
| Edvard Antosiewicz, Drago Ciotti, Stane Derganc, Boris Gregorka, Anton Malej, Janez Porenta, Jože Primožič & Leon Štukelj | Turnen   | Mannschaftsmehrkampf |
| Stane Derganc | Turnen   | Pferdsprung          |

## Teilnehmer nach Sportarten

### Fechten
- Ðuro Freund
Florett, Einzel: Vorrunde

- Franjo Fröhlich
Säbel, Einzel: Vorrunde

### Fußball
- Herrenteam
9. Platz

- Kader
Danko Premerl
Joža Giler
Geza Šifliš
Ljubiša Ðorđević
Kuzman Sotirović
Ivan Bek
Milorad Arsenijević
Milutin Ivković
Mirko Bonačić
Slavin Cindrić
Mića Mitrović

### Leichtathletik
- Luka Predanić
1500 Meter: Vorläufe

- Dimitrije Stefanović
Marathon: 53. Platz

- Vilim Messner
Speerwurf: 23. Platz in der Qualifikation

- Branko Kallay
Zehnkampf: 24. Platz

### Radsport
- Josip Šolar
Straßenrennen, Einzel: 37. Platz
Straßenrennen, Mannschaft: 12. Platz

- Stjepan Ljubić
Straßenrennen, Einzel: 48. Platz
Straßenrennen, Mannschaft: 12. Platz

- Josip Škrabl
Straßenrennen, Einzel: 53. Platz
Straßenrennen, Mannschaft: 12. Platz

- Antun Banek
Straßenrennen, Einzel: 60. Platz
Straßenrennen, Mannschaft: 12. Platz

### Ringen
- Ðula Sabo
Bantamgewicht, griechisch-römisch: 9. Platz

- Iso Milovančev
Federgewicht, griechisch-römisch: 20. Platz

- Miroslav Mecner
Leichtgewicht, griechisch-römisch: 18. Platz

- Franjo Pakcović
Mittelgewicht, griechisch-römisch: 9. Platz

- Bela Juhasz
Halbschwergewicht, griechisch-römisch: 14. Platz

### Turnen
- Leon Štukelj
Einzelmehrkampf: Bronze 
Mannschaftsmehrkampf: Bronze 
Barren: 7. Platz
Pferdsprung: 28. Platz
Reck: 21. Platz
Ringe: Gold 
Seitpferd: 12. Platz

- Jože Primožič
Einzelmehrkampf: 5. Platz
Mannschaftsmehrkampf: Bronze 
Barren: Silber 
Pferdsprung: 4. Platz
Reck: 6. Platz
Ringe: 17. Platz
Seitpferd: 18. Platz

- Anton Malej
Einzelmehrkampf: 25. Platz
Mannschaftsmehrkampf: Bronze 
Barren: 19. Platz
Pferdsprung: 30. Platz
Reck: 51. Platz
Ringe: 15. Platz
Seitpferd: 15. Platz

- Edvard Antonijevič
Einzelmehrkampf: 26. Platz
Mannschaftsmehrkampf: Bronze 
Barren: 38. Platz
Pferdsprung: 21. Platz
Reck: 36. Platz
Ringe: 11. Platz
Seitpferd: 36. Platz

- Boris Gregorka
Einzelmehrkampf: 33. Platz
Mannschaftsmehrkampf: Bronze 
Barren: 34. Platz
Pferdsprung: 37. Platz
Reck: 38. Platz
Ringe: 37. Platz
Seitpferd: 41. Platz

- Janez Porenta
Einzelmehrkampf: 34. Platz
Mannschaftsmehrkampf: Bronze 
Barren: 25. Platz
Pferdsprung: 7. Platz
Reck: 76. Platz
Ringe: 13. Platz
Seitpferd: 21. Platz

- Stane Derganc
Einzelmehrkampf: 43. Platz
Mannschaftsmehrkampf: Bronze 
Barren: 44. Platz
Pferdsprung: Bronze 
Reck: 74. Platz
Ringe: 39. Platz
Seitpferd: 34. Platz

- Drago Ciotti
Einzelmehrkampf: 45. Platz
Mannschaftsmehrkampf: Bronze 
Barren: 47. Platz
Pferdsprung: 41. Platz
Reck: 52. Platz
Ringe: 37. Platz
Seitpferd: 51. Platz